# Waalseiland

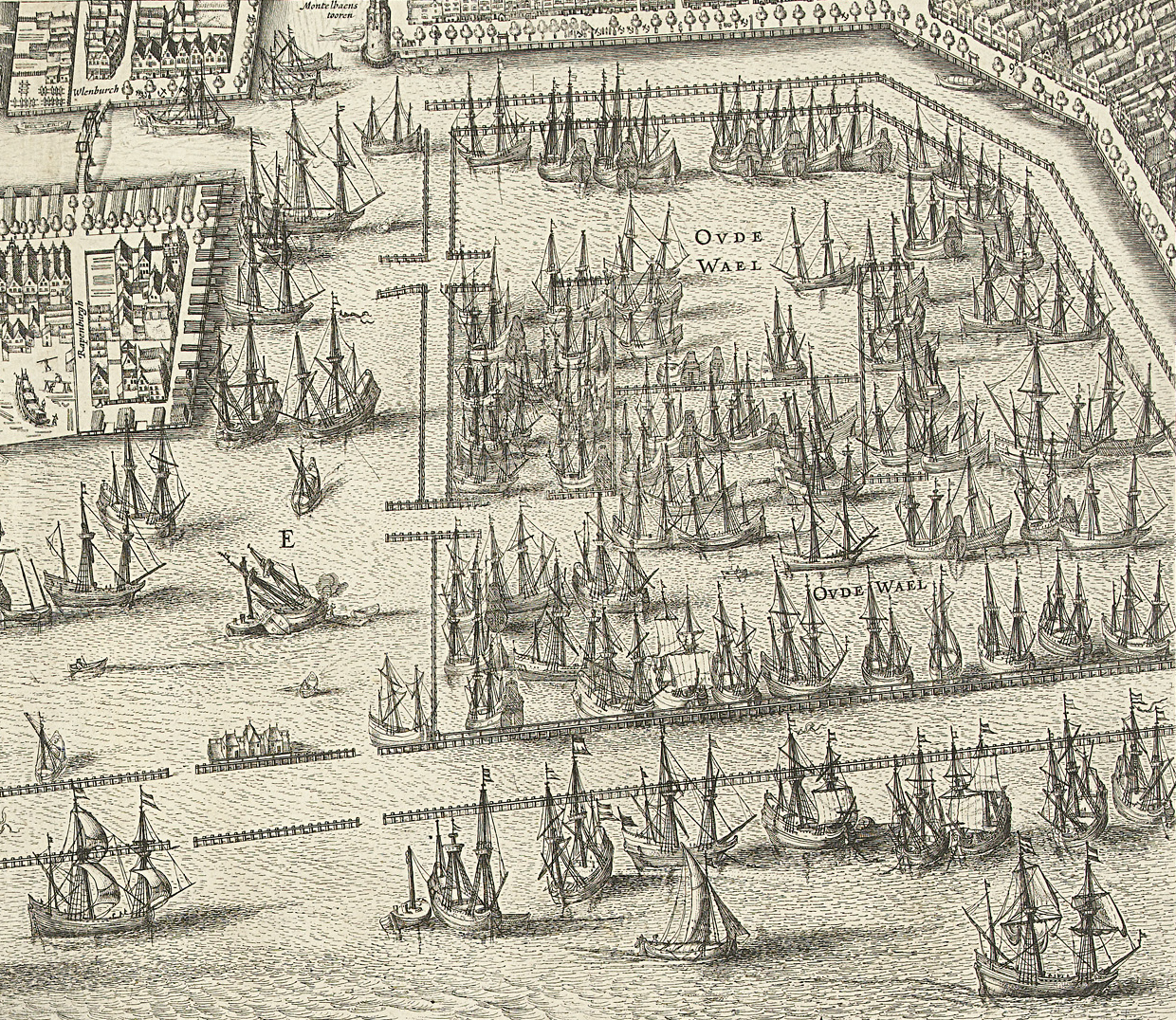
De Oude Waal op de kaart van Balthasar Florisz. van Berckenrode uit 1625. De waal is nog in bedrijf en heeft nog geen plaatsgemaakt voor het Waalseiland.

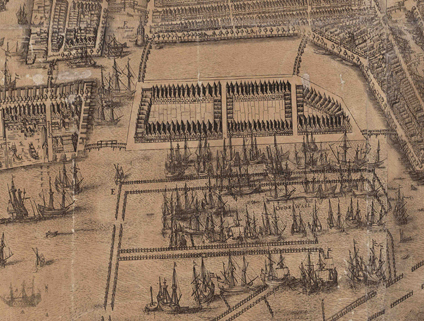
In een herdruk van Balthasar Florisz. van Berckenrodes kaart uit 1657 is het Waalseiland wel ingetekend.

Het Waalseiland is een tijdens de Derde Uitleg in 1634 uit het IJ aangeplempt eiland in Amsterdam. Het Waalseiland ligt aan de Waalseilandgracht, tegenover de Lastagebuurt, en wordt aan de oostzijde begrensd door het eveneens aangeplempte Rapenburg, dat echter een stuk ouder is. De kade tegenover de Lastage heeft de naam Binnenkant, de kade tegenover Rapenburg heet Kalkmarkt, en de kade aan het Oosterdok heet traditioneel Buitenkant, maar werd in de negentiende eeuw hernoemd naar Prins Hendrikkade. Het Waalseiland wordt doorsneden door de Buiten Bantammerstraat en de Schippersstraat.

## Geschiedenis
Het Waalseiland vindt zijn oorsprong in de Oude Waal, waarin het woord "waal" de betekenis heeft van een door palenrijen omgeven stuk water waarin schepen konden overwinteren of gerepareerd konden worden. De naam Oude Waal geeft aan dat deze waal is vervangen door een nieuwe waal, en wel omdat de Oude Waal te ondiep was voor de groter wordende schepen. In 1592 werden de eerste plannen gemaakt voor de verplaatsing van de waal, die in 1610 werden gerealiseerd.
In 1634 werd het besluit genomen om het in onbruik geraakte stuk ondiepe water aan te plempen en in 1646 werden de eerste percelen vrijgegeven. Het besluit volgde op de Derde Uitleg die Amsterdam had uitgebreid met de Westelijke Grachtengordel, de Jordaan en de Westelijke Eilanden. In tegenstelling tot het aangrenzende Lastage, Rapenburg, Uilenburg en Marken, moest het Waalseiland een rustige plek worden voor de gegoede burgerij; de percelen kostten dan ook het dubbele van wat op Rapenburg werd gevraagd. De prijs van een perceel op het Waalseiland  kon oplopen tot 7000 gulden, dat alleen door welgestelden kon worden opgebracht. De verkoop leverde de gemeentekas in totaal 475.808 gulden op, waarmee het stadsbestuur een relatief klein en onaantrekkelijk watergebied op succesvolle manier tot stadsgebied had gemaakt. De percelen waren tamelijk consequent 6,20 meter breed en er was geen ruimte voor de vestiging van pakhuizen of bedrijvigheid. Deze aanpak was een succes en werd later gekopieerd bij de Vierde Uitleg, die de grachtengordel voltooide.
Een bekende zeventiende-eeuwse bewoner van het Waalseiland was Michiel de Ruyter, die woonde aan de Buitenkant, nu Prins Hendrikkade 131.

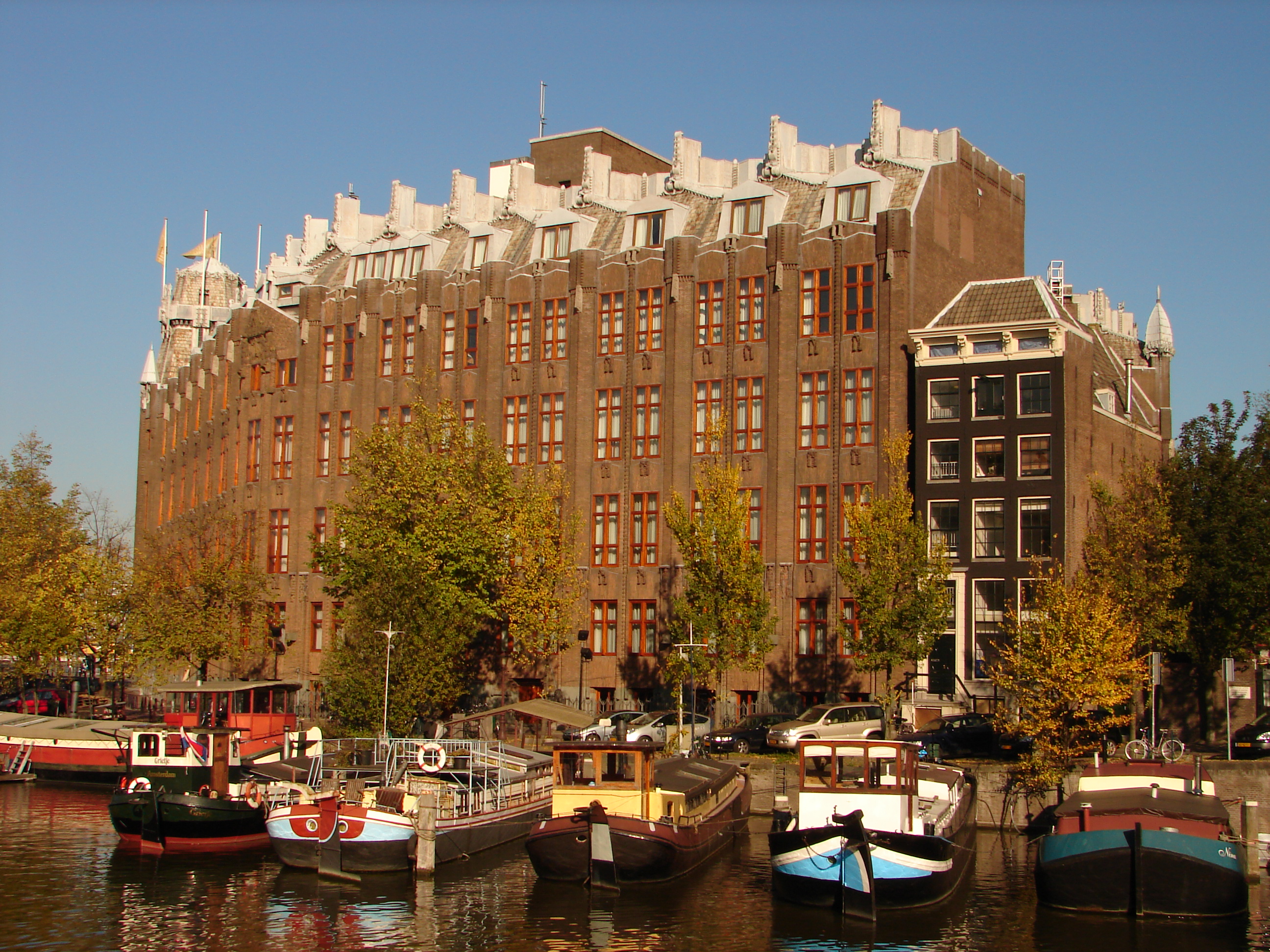
Het Scheepvaarthuis.

### Scheepvaarthuis
Tegenwoordig wordt het Waalseiland gedomineerd door het Scheepvaarthuis, dat tussen 1913 en 1916 door Johan Godart van Gendt, Adolf Daniël Nicolaas van Gendt en Jan van der Mey op de westpunt van het eiland werd gebouwd. Hiervoor werden dertien panden gesloopt, te weten Prins Hendrikkade 108 tot en met 114 en Binnenkant 1 tot en met 6. Het scheepvaarthuis is nu in gebruik als hotel.